# Vicente Guerrero
För andra betydelser, se Vicente Guerrero (olika betydelser).
Vicente Guerrero, född 10 augusti 1782, död (avrättad) 14 februari 1831, var Mexikos president 1829–1831.
Guerrero var ledare för insurgentes under mexikanska frihetskriget sedan José María Morelos blivit tillfångatagen 1815. Guerrero mest berömda beslut är avskaffandes av slaveriet. Han har givit namn åt delstaten Guerrero. Guerrero avrättades en månad efter den statskupp i januari 1831 som leddes av General Antonio López de Santa Anna och som inleddes med att gripa presidenten.